# بارا باسایل
بارا باسایل (به لاتین: Bara Basail) یک روستا در بنگلادش است که در استان باریسال و در ناحیه باریسال واقع شده است.